# Aralia mexicana
Aralia mexicana är en araliaväxtart som först beskrevs av C.B.Shang och X.P.Li, och fick sitt nu gällande namn av David Frodin. Aralia mexicana ingår i släktet Aralia och familjen Araliaceae. Inga underarter finns listade.